# Dassault Mirage III
Dassault Mirage III je francouzský jednomotorový stíhací nadzvukový letoun vyráběný od konce 50. let firmou Dassault Aviation, řešený jako dolnoplošník s deltakřídlem. Byl prvním západoevropským bojovým letounem, který překročil rychlost Mach 2 v horizontálním letu.
V roce 1952 vydala francouzská vláda požadavek na lehký stíhací letoun do každého počasí. Firma Dassault odpověděla konstrukcí původně známou jako Mirage I. Po příznivých letových testech, které se konaly v roce 1954 a při kterých byly dosaženy rychlosti až do 1,6 Machu, bylo rozhodnuto, že následný letoun bude muset nést větší potřebné vybavení a užitečné zatížení. Byl zvažován rozšířený návrh Mirage II a dále MD 610 Cavalier (3 verze), ale byly vyřazeny ve prospěch dalšího vývoje, který byl poháněn nově vyvinutým motorem s přídavým spalováním Snecma Atar, označený jako Mirage III. Během října 1960 první hlavní výrobní model označený jako Mirage IIIC provedl svůj první let. Počáteční dodávky tohoto modelu začaly v červenci 1961; francouzské letectvo (Armée de l'Air, AdA) získalo celkem 95 letounů Mirage IIIC a rychle následovalo mnoho dalších variant.
Mirage III byla vyráběna ve velkých počtech nejen pro francouzské letectvo, ale i pro export. Mezi hlavní zahraniční uživatele patřily Austrálie, Argentina, Jihoafrická republika, Pákistán a Izrael, stejně jako řada zemí z hnutí nezúčastněných zemí. Mirage III, často považovaná za stíhací letoun druhé generace, sloužila u několika z těchto operátorů mnoho let. Ačkoli jde o letoun starší konstrukce, jde stále o poměrně obratný letoun a nebezpečného soupeře v manévrovém vzdušném souboji. Během služby u francouzského letectva byla Mirage III normálně vyzbrojena nejrůznější výzbrojí vzduch-země nebo střelami vzduch-vzduch R.550 Magic. Univerzální konstrukce umožnila výrobu cvičných, průzkumných a bitevních verzí, stejně jako variant Dassault Mirage 5, Dassault Mirage IIIV a Atlas Cheetah. Někteří uživatelé provedli rozsáhlé programy úprav a modernizací svých letů projekt ROSE v rámci pákistánského letectva.
Mirage III byla bojově nasazena v několika konfliktech. Izraelské letectvo bylo mimo Francii zřejmě nejaktivnějším uživatelem. Izrael nasadil své Mirage III během šestidenní války, za které byly používány k vybojování letecké převahy a jako úderné letouny. Dále během jomkipurské války, za které byly spolu s letouny IAI Nešer, izraelskou variantou letounu Mirage 5, používány výhradně ve vzdušných soubojích. „Eso es“ Giora Epstein dosáhl všech svých vítězství buď na Miragi III nebo Nešeru. Během jihoafrické pohraniční války tvořily Mirage III převážnou část flotily Jihoafrického letectva, která se skládala z uskupení stíhaček Mirage IIICZ, stíhacích bombardérů Mirage IIIEZ a průzkumných letounů Mirage IIIRZ; po zavedení novější Mirage F1 byl v konfliktu typ přeřazen do druhořadých rolí jako denní záchytný letoun, základní bezpečnost, průzkum a výcvik. Argentinské letectvo využilo Mirage IIIEA během Falklandské války, ale absence zařízení pro tankování paliva za letu omezila jejich užitečnost v boji. Dokonce i s přídavnými nádržemi měly Mirage v bojové oblasti britské floty výdrž pouze pět minut.

## Vývoj

### Počátky

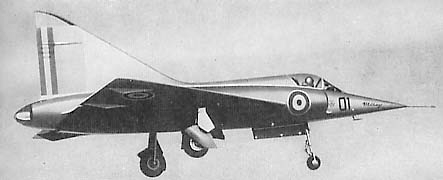
Bezocasý prototyp z roku 1955 s obří svislou ocasní plochou

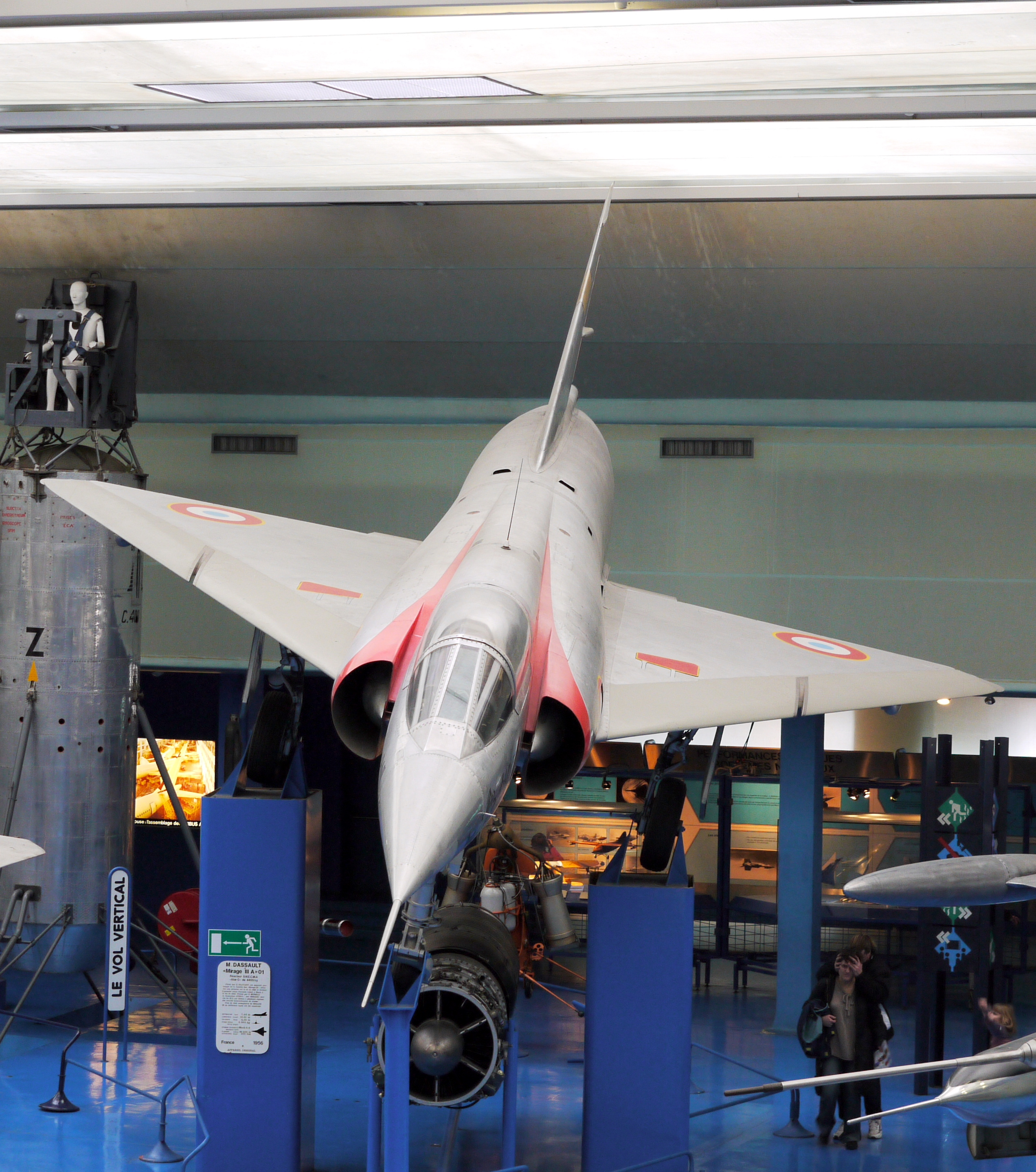
Mirage III A 001 v Musée de l'Air et de l'Espace. První evropský letoun, který dosáhl rychlosti Mach 2 dne 24. října 1958.

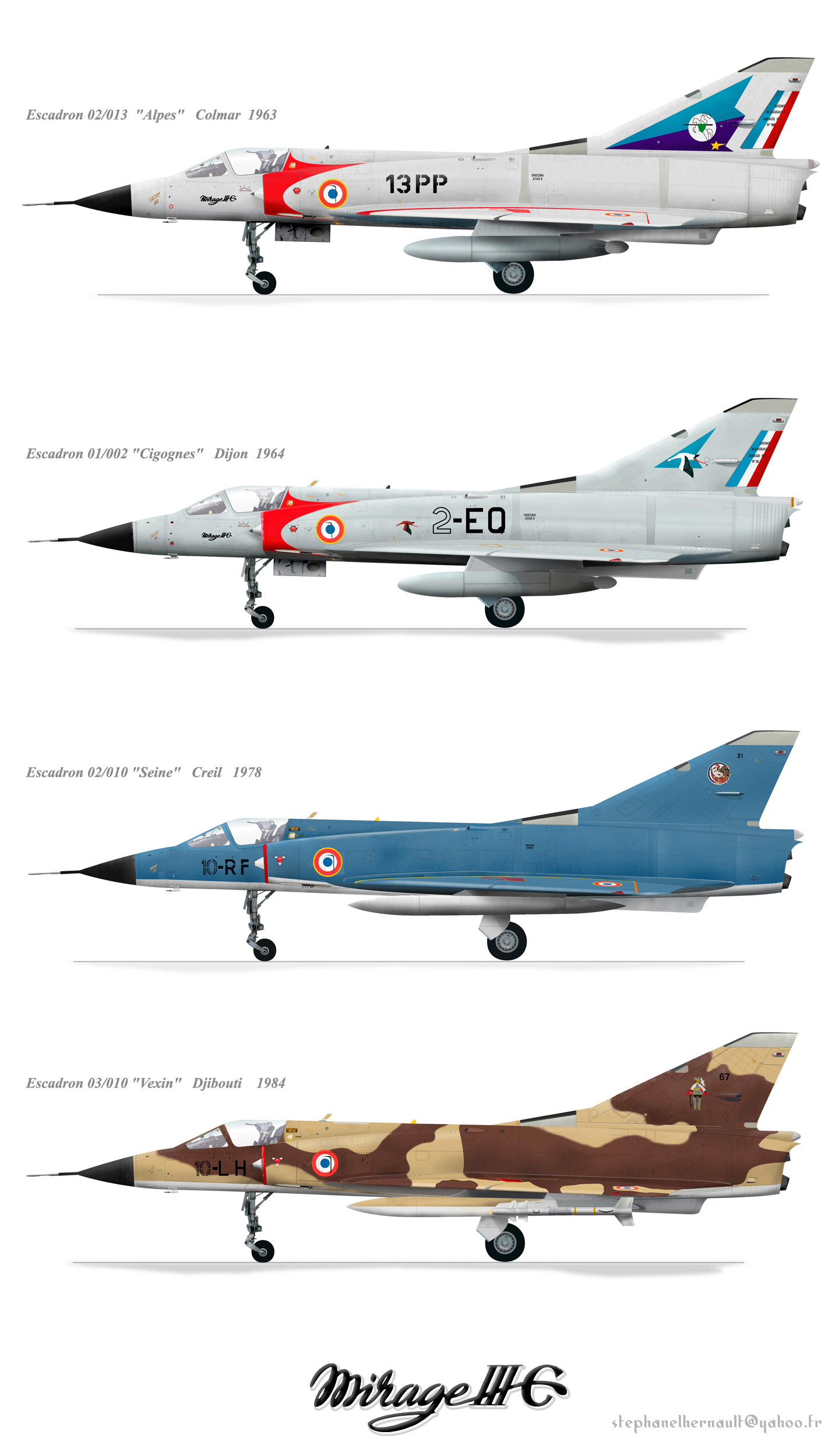
Dassault Mirage IIIC

Brzy po druhé světové válce začaly francouzskou vládu znepokojovat rostoucí náklady na pořízení a provoz moderních stíhaček. Začátkem roku 1952 získala proto francouzská letecká společnost Dassault kontrakt na studii možného vývoje lehké stíhačky s delta křídlem. Na základě těchto požadavků spustila společnost přípravné práce na konceptu, který získal označení MD.550 Mystère Delta. Firma Dassault přišla s návrhem letadla, jehož pohon měl zajišťovat jeden motor - a to buď Rolls-Royce Avon RA.7R nebo SNECMA Atar. Tento koncept vycházel z trupu stíhačky Mystère IV s přívodem vzduchu skrz nos letadla, ovšem nepočítal s využitím stabilizátoru. Delta křídlo mělo mít rozpětí 8,20 m se šípem náběžné hrany 62°.
Přestože šlo o realizovatelný návrh, v lednu 1954 přišla francouzská vláda s novými požadavky, které formulovala na základě zkušeností z korejské války (1950 - 53). Nové specifikace byly následující:
- Mělo jít o stíhací letoun do každého počasí,
- Nemělo vážit více než 4 000 kg,
- Součástí výzbroje měla být jedna raketa vzduch-vzduch Matra o hmotnosti asi 200 kg,
- Maximální rychlost letu měla dosáhnout hodnoty Mach 1,3 a udržitelná rychlost měla být na úrovni přesahující Mach 1,0
- A do výšky 18 000 m mělo být letadlo schopné vystoupat za 6 minut.

Soutěže se zúčastnilo šest společností se svými návrhy letadel. Breguet Br.1002, Morane-Saulnier MS.1000 a Nord HARPON byly brzy vyřazeny. Do užšího výběru se dostaly návrhy Mystère Delta, Sud-Est SE. 212 Durandal a Sud-Ouest SO.9000 Trident. Na základě každého z nich měla být vyrobena dvojice prototypů. Společnost Dassault se pustila do výroby prvních dvou prototypů MD.550 Mystère Delta, které však byly poněkud odlišné od předchozího konceptu se stejným názvem. První z těchto strojů se vznesl k obloze 25. června 1955. Letadlo bylo dolnoplošník s delta křídlem s rozpětím 7,3 m. Bylo vyrobeno z konvenční lehké slitiny, pohonný systém se skládal ze dvou motorů MD.30 (každý o tahu 7,35 kN) a maximální vzletová hmotnost stíhačky byla 5 070 kg.
Mystère Delta mohla zrychlit na Mach 1,15, ale hned od začátku programu bylo jasné, že výkonnějšími motory by mohl stroj dosahovat vyšší rychlosti. Proto po počátečních testech vznikla vylepšená verze, nazvaná Mirage I. Rozdílů ve srovnání s Mystère Delta bylo několik: upravené čelní sklo, závěsník ve středu trupu pro jednu raketu vzduch-vzduch, rozpětí křídel se snížilo o 0,267 m, trup byl mírně zkrácen, svislá ocasní plocha zmenšená. Pohon zajišťovala dvojice modernizovaných proudových motorů MD.30R (každý o tahu 9,61 kN) a doplňkový raketový motor Seprom 66 o tahu 15 kN. Mirage I při maximální vzletové hmotnosti 5000 kg dosáhl maximální rychlosti Mach 1,6. Po zkouškách byl prototyp Mirage I nakonec sešrotován.
Další prototyp dostal označení Mirage II a měl už být vybaven radiolokátorem Dassault Aladin, poháněný dvěma proudovými motory Turbomeca Gabizo s přídavným spalováním a dvěma raketovými motory (každý o tahu 7,35 kN). Na začátku roku 1956 byl však tento projekt z důvodu nedostatečné velikosti zrušen.
Dassault si rychle uvědomil omezení vyplývající z konstrukce lehkého stíhacího letounu, proto již na začátku března 1956 navrhl dvě těžší varianty - Mirage III a Mirage IV. Mirage III byla jednomotorová verze stíhacího letadla a Mirage IV větší dvoumotorová verze, která měla sloužit francouzskému letectvu jako jaderný bombardér.
3. září 1956 vydalo francouzské letectvo nové požadavky na zkonstruování záchytné stíhačky, schopné operovat za každého počasí. Letadlo mělo být navrženo tak, aby dokázalo čelit tehdejší největší hrozbě, tj. nadzvukovým bombardérům létajícím ve výškách 12 000 - 20 000 m. Definitivně se tak upustilo od konceptu lehkého stíhacího letounu, na jehož počátku byl MD.550.
Prototyp letounu označený Dassault Mirage III-001 poprvé vzlétl 17. listopadu 1956. Pohon nejdříve zajišťoval motor SNECMA Atar G-1 s přídavným spalováním o tahu 39,2 kN. Při desátém letu během střemhlavého sestupu překonal rychlost M = 1,6, s raketovým motorem SEPR 65 později dosáhl M = 1,8. Po překonstruování vstupních otvorů k novému motoru Atar G-2 s tahem 43,12 kN a jejich doplnění regulovatelnými polokuželovitými tělesy došlo ke zlepšení výkonů. Po obnovení letových testů v dubnu 1958 byl naměřen přírůstek tahu o 20% a maximální rychlost ve vodorovném letu stoupla z M = 1,52 na M = 1,65.
Ministerstvo letectví následně objednalo první sérii deseti kusů Mirage IIIA určené k ověřovacímu provozu. Plocha křídla byla zvětšena na 34 m² a stroje obdržely také nový motor Atar 9 s přidanými stupni kompresoru i turbíny. Měl tah 41,65 kN, s přídavným spalováním pak 58,8 kN. Inovací prošla rovněž aerodynamika letounu, tloušťka křídla byla zmenšena z 5% na 4,5% u trupu a 3,5% na jeho koncích. Nedílnou součástí Mirage IIIA byl raketový motor SEPR 841 nebo 844 o tahu 16,46 kN, umístěný ve výstupku pod zádí trupu. První z ověřovací desítky strojů vzlétl 12. května 1958, v říjnu dosáhl jako první francouzský letoun M = 2 bez raketového motoru. Posledních pět exemplářů již plně odpovídalo pozdějším velkosériovým provedením s větším křídlem s plochou 34,85 m². Letouny byly vybaveny brzdícím stuhovým padákem a vystřelovacím sedadlem Martin-Baker Mk.4.

### Mirage IIIC a Mirage IIIB

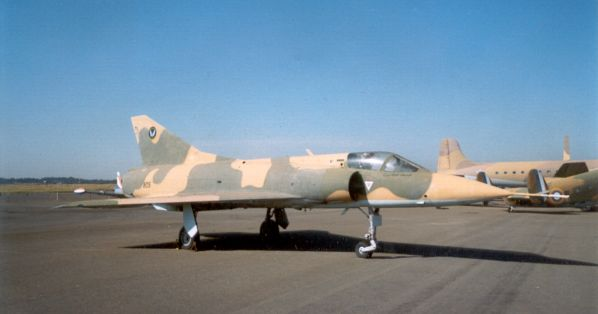
Jihoafrická Mirage IIICZ

Pro účely protivzdušné obrany Francie objednalo Francouzské letectvo (Armée de l'Air) 100 kusů stíhací verze Mirage IIIC. Dodávaly se od roku 1960 s pohonnými jednotkami Atar 9B-3 po 41,7 kN a SEPR 844 s tahem 16,46 kN. Základní stíhací výzbroj tvořily dvě řízené střely AIM-9 Sidewinder pod křídlem a jedna Matra R-511 nebo R-530 pod trupem. Obvykle byly zavěšovány ještě dvě přídavné palivové nádrže po 745 l. Alternativní výzbroj tvořily např. dvě raketnice JL-50 se 36 neřízenými střelami ráže 37 mm nebo dvě JL-100 s 18 střelami. V případě demontovaného raketového motoru bylo možno zavěsit pouzdro s dvojicí kanónů DEFA 5-52 ráže 30 mm. Zbraně byly řízeny radiolokačním systémem CSF Cyrano 1A.
K výcviku pilotů pro tyto letouny byla určena dvoumístná varianta Mirage IIIB s mírně prodlouženým trupem asi o metr, která neměla radiolokátor Cyrano. S kanónovou výzbrojí mohly být využívány i pro taktické úkoly.
Exportní úspěch zaznamenala společnost Dassault prodejem 72 kusů Mirage IIICJ bez raketových motorů a s kanónovou výzbrojí do Izraele.
V přímé bojové akci se stroj osvědčil během šestidenní války v roce 1967 mezi Izraelem a sousedními arabskými státy.
Dalších 16 strojů v provedení Mirage IIICZ zakoupilo SAAF pro taktické úkoly v malých výškách. Pro tyto akce byly stroje vyzbrojeny protizemními řízenými střelami AS-20. Celková produkce varianty Mirage IIIC dosáhla po dalších objednávkách včetně vývozu 244 kusů.

### Mirage IIIE

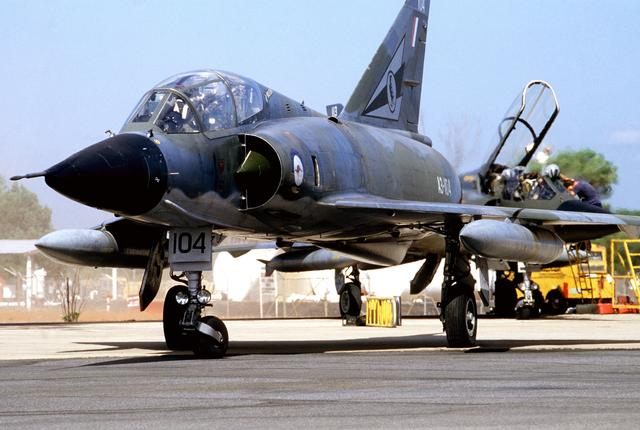
Australská Mirage IIID roku 1988

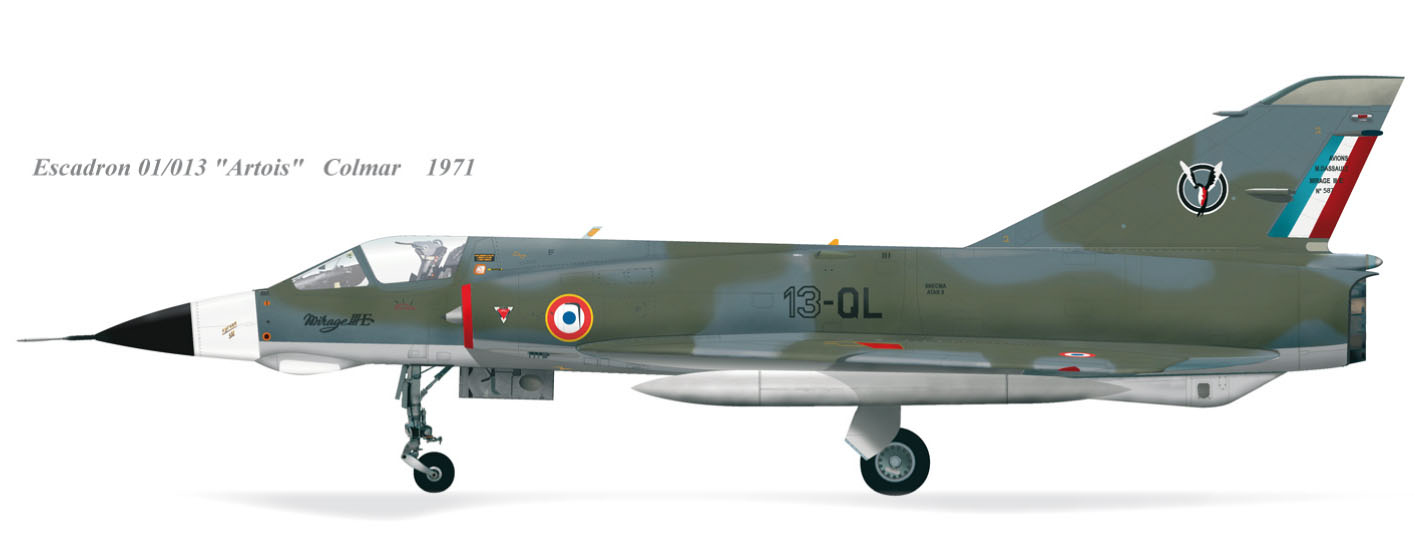
Dassault Mirage IIIE, Armée de l'Air, EC 1/13 „Artois“, 1971

Mirage IIIEBR (F-103, Força Aérea Brasileira)

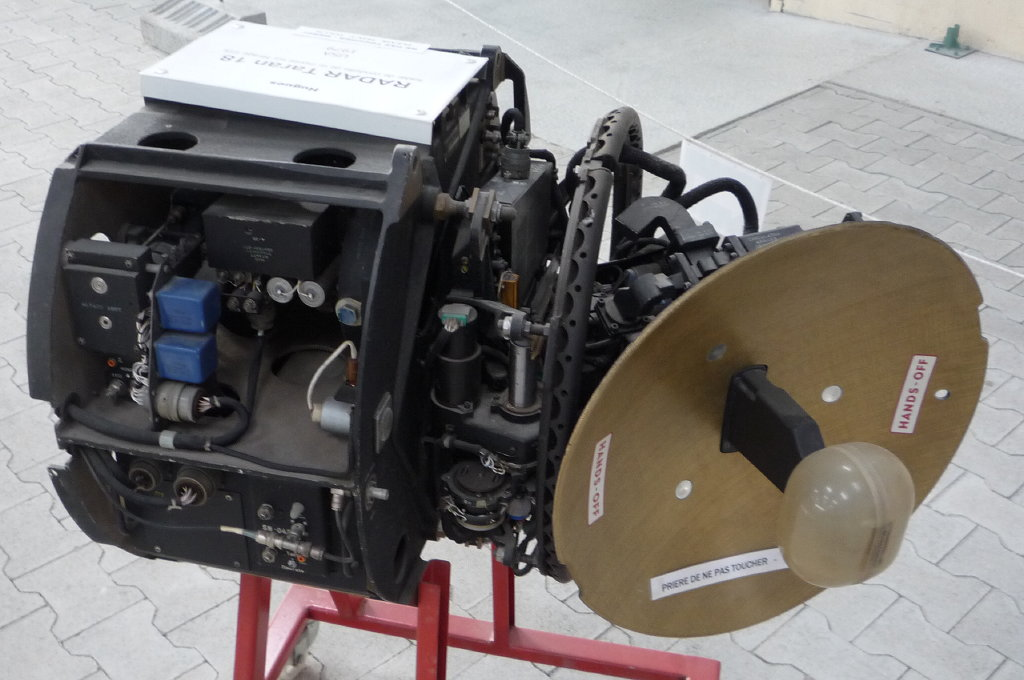
Radar Taran 18 z Mirage IIIS

Zvýšený zájem o stíhací letouny schopné taktického nasazení vedl ke konstrukci verze Mirage IIIE s prodlouženou přídí o 30 cm, pod kterou byl ve výstupku umístěn taktický navigační systém TACAN. Ten doplňoval nový střelecký systém Cyrano II. Další změny spočívaly v zabudování motoru Atar C o tahu 60,76 kN a zvětšením objemu paliva v integrálních nádržích na 3330 l. Navíc mohl stroj nést přídavné palivové nádrže po 600, 1300, nebo 1700 l. Raketový motor SEPR 844 byl již řešen jako odhazovatelný, ve většině případů se však nepoužíval. Hlavňová výzbroj byla složena ze dvou pevných kanónů DEFA 552 pod vstupními otvory vzduchu, každý se 125 náboji. Závěsníky pod křídlem mohly být využity k zavěšení dvou pum po 454 kg, protizemních řízených střel AS-30 nebo raketnic. První Mirage IIIE-01 byl zalétán 5. dubna 1961, v lednu 1964 pak první sériový stroj.
Ke 200 francouzským letounům přibyla zakázka pro Argentinu (Mirage IIIEA), Brazílii (IIIEBR), Jihoafrickou republiku (IIIEZ), Libanon (IIIEL), Pákistán (IIIEP), Španělsko (IIIEE) a Venezuelu (IIIEV). Celková výroba Mirage IIIE včetně exportních variant dosáhla počtu 453 kusů.
V roce 1960 projevila o 100 kusů Mirage III zájem Austrálie. V rámci nabídky Dassault upravil jeden letoun v australské variantě Mirage IIIO pro britský motor Rolls-Royce Avon 67 s tahem 71,19 kN v režimu přídavného spalování se zvětšenými vstupními otvory vzduchu. Letoun dokončený v březnu 1961 dosáhl při testech Machova čísla 2,3. Nakonec však dala australská komise přednost strojům s původními francouzskými pohonnými jednotkami Atar. Následně státní letecká továrna Commonwealth Aircraft vyrobila 98 sériových Mirage IIIO v licenci s továrním označením CA-29, takže RAAF nakonec se dvěma vzorovými kusy z Francie odebralo do roku 1968 100 letounů. Prvních 52 kusů australské produkce, zahájené v roce 1963, mělo vybavení pro stíhání za ztížených povětrnostních podmínek vyzbrojených střelami Matra R-530, ostatní byly určeny k taktickým operacím. Létaly s navigačním systémem Sperry.
Po jednom vzorovém stroji z Francie získalo RAAF také devět dvoumístných cvičných Mirage IIID.
V červnu 1962 objednalo Švýcarsko pro své letectvo 100 letounů Mirage III, zhruba na úrovni verze E. První dva vzorové kusy dodala společnost Dassault jako Mirage IIIS, další se licenčně stavěly ve spolkové továrně na letadla v Emmenu. K řadě změn patřil např. americký střelecký radiolkační systém Hughes TARAN 1, nebo možnost podvěsu protileteckých řízených střel Hughes HM-55 Falcon. První Mirage IIIS pro švýcarské letectvo vzlétl v roce 1965, o tři roky později byla dodávka ukončena. Z finančních důvodů však nakonec Flugwaffe převzalo pouze 36 letounů včetně obou francouzských vzorů.

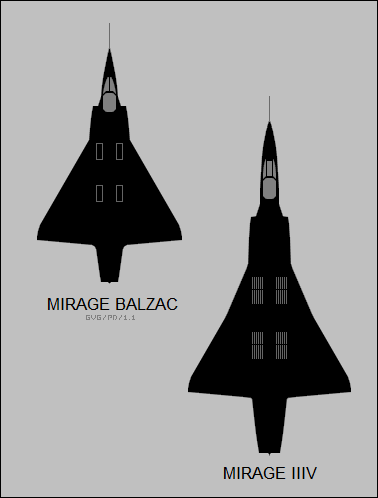
Půdorys letonů Dassault Balzac V a Mirage IIIV

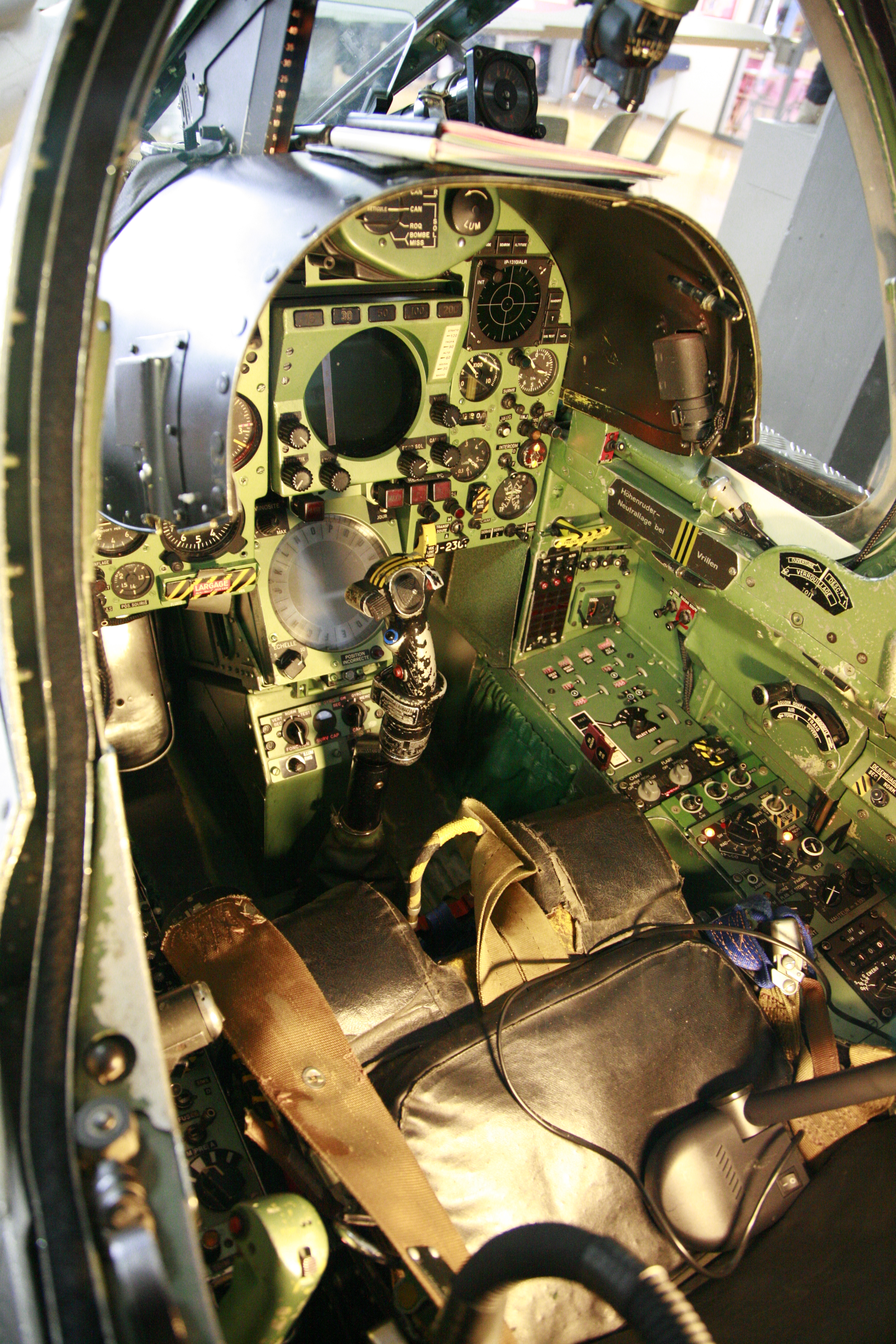
Kokpit simulátoru Mirage IIIS pro švýcarské letectvo

K ojedinělým motorovým modifikacím patří Mirage IIIT, poháněný dvouproudovým motorem SNECMA TF-106A o tahu 74,48 kN. Pohonná jednotka byla obměnou amerického typu Pratt & Whitney JTF-10, jehož licenci SNECMA získala pro urychlení vývoje dvouproudových motorů. Testy posloužily jako příprava pro konstrukci další verze Mirage IIIV kategorie VTOL. Vývoj celého systému svislého vzletu a přistání byl zahájen experimentálním letounem Dassault Balzac V-001. Za základ tohoto stroje posloužil drak prvního prototypu Mirage III-001, který byl rozšířen pro instalaci osmi svislých zdvihových motorů. V zádi trupu byl zabudován propulsní motor Bristol Siddeley Orpheus BOr.3 s tahem 19,6 kN. První svislý vzlet uskutečnil 13. října 1962, v březnu 1963 se povedl přechod do vodorovného letu. V lednu 1964 byl těžce poškozen při havárii, po rekonstrukci však pokračoval od února 1965 v dalších zkušebních letech. Vývoj pokračoval zcela novou jednomístnou konstrukcí Mirage IIIV-01 s dokonalejšími zdvihovými motory Rolls-Royce RB.162-1 po 15,68 kN tahu. Původní propulsní pohonná jednotka SNECMA TF-104 o tahu 61,74 kN byla záhy nahrazena výkonnější TF-106A-3 s tahem 74,55 kN. Plný přechod od svislého vzletu k dopřednému letu a zpět se zdařil v březnu 1966. Od června stejného roku se ke zkouškám připojil druhý prototyp Mirage IIIV-02 s americkým motorem Pratt & Whitney TF30, upraveným francouzskou firmou SNECMA na verzi TF-306 s tahem 82,32 kN. V září 1966 letoun dosáhl rychlosti M = 2,04, 28. listopadu byl ovšem zničen při havárii. Celý projekt byl nakonec pro technické problémy a celkovou nerentabilitu ukončen.
Na podkladě vlastních zkušeností s Mirage IIICJ objednalo Izraelské vojenské letectvo v roce 1965 zjednodušenou verzi bez nákladného systému Cyrano IA, protože se v izraelských povětrnostních podmínkách létalo převážně za plné viditelnosti. Ušetřenou hmotnost bylo možno využít pro další palivo a pumy. Letoun se štíhlejší přídí a bez zařízení pro raketový motor byl zalétán 19. května 1967 jako Mirage 5. Ze zakázky 50 strojů pro izraelské letectvo nakonec z důvodu francouzského embarga sešlo a letouny převzala Armée de l'Air. Absenci Mirage 5 Izrael vyřešil zcizením výkresové dokumentace švýcarských Mirage IIIS, která byla původně určena ke skartaci, výzvědnou službou Mosad. Dovezené podklady společně s letouny Mirage IIICJ posloužily ke konstrukci izraelské verze IAI Nešer. Jeho další vývoj u Israel Aircraft Industries vedl k typu IAI Kfir.

### Mirage IIIR

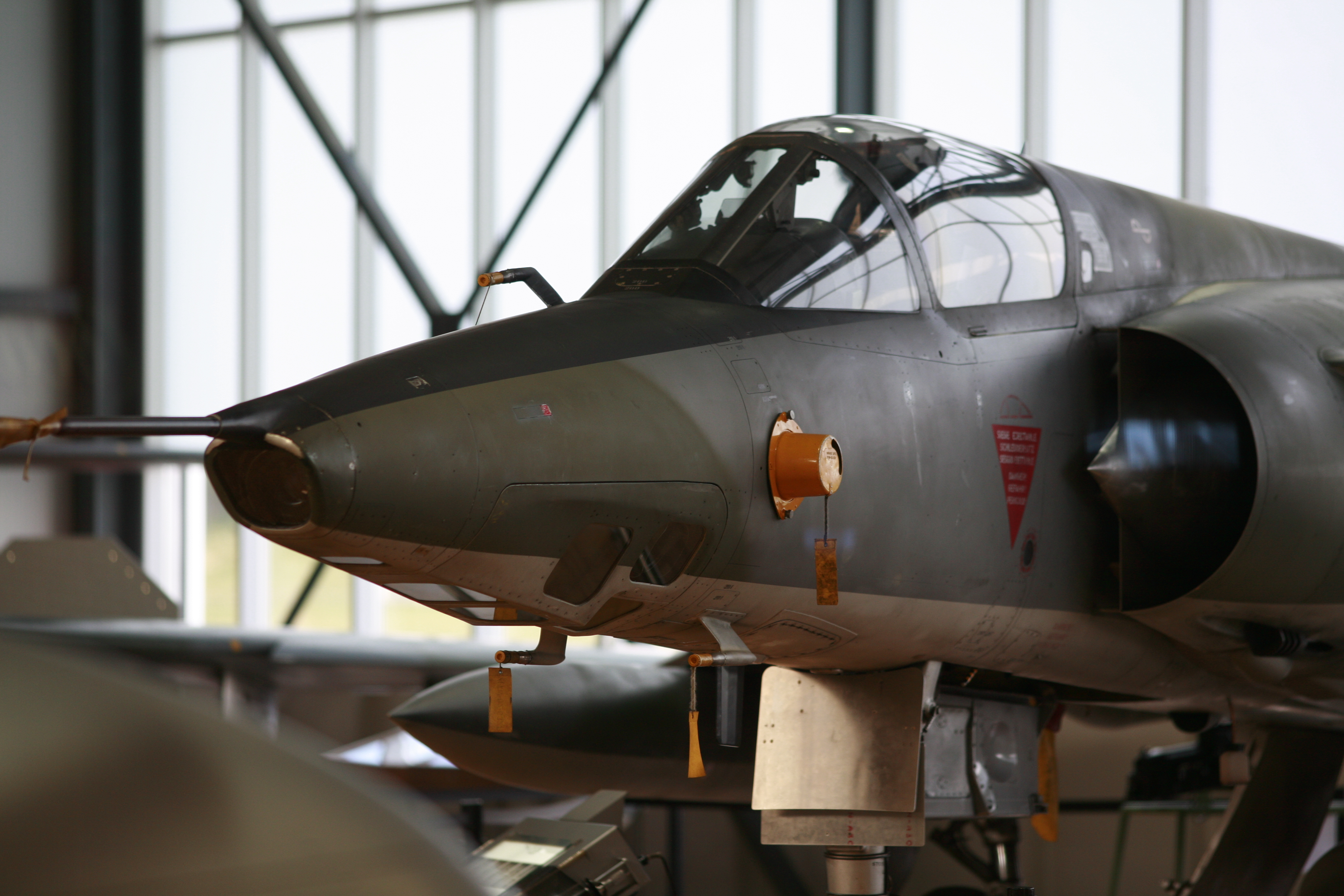
Nos stroje Mirage IIIRS je tenčí než u bojové verze a má několik skleněných otvorů pro kamery.

Průzkumná verze „trojek“ obdržela označení Mirage IIIR.
Koncem roku 1982 vzlétl ve Francii prototyp verze Dassault-Breguet Mirage IIING (Nouvelle Génération) poháněný motorem SNECMA Atar 9K50 s tahem 70,60 kN s přídavným spalováním. Profil křídla byl upraven společně s rozšířením náběžné hrany a přidáním pomocných plošek za vstupy vzduchu k motoru. Letoun byl dále vybaven elektroimpulsívním řízením fly-by-wire a radarem Cyrano IV. Hlavňovou výzbroj tvořila dvojice 30mm kanónů DEFA, podvěsná mohla obsahovat střely Matra Magic, Matra R-530 případně jiná výzbroj do hmotnosti 4 000 kg.

## Služba

### Válka o vodu

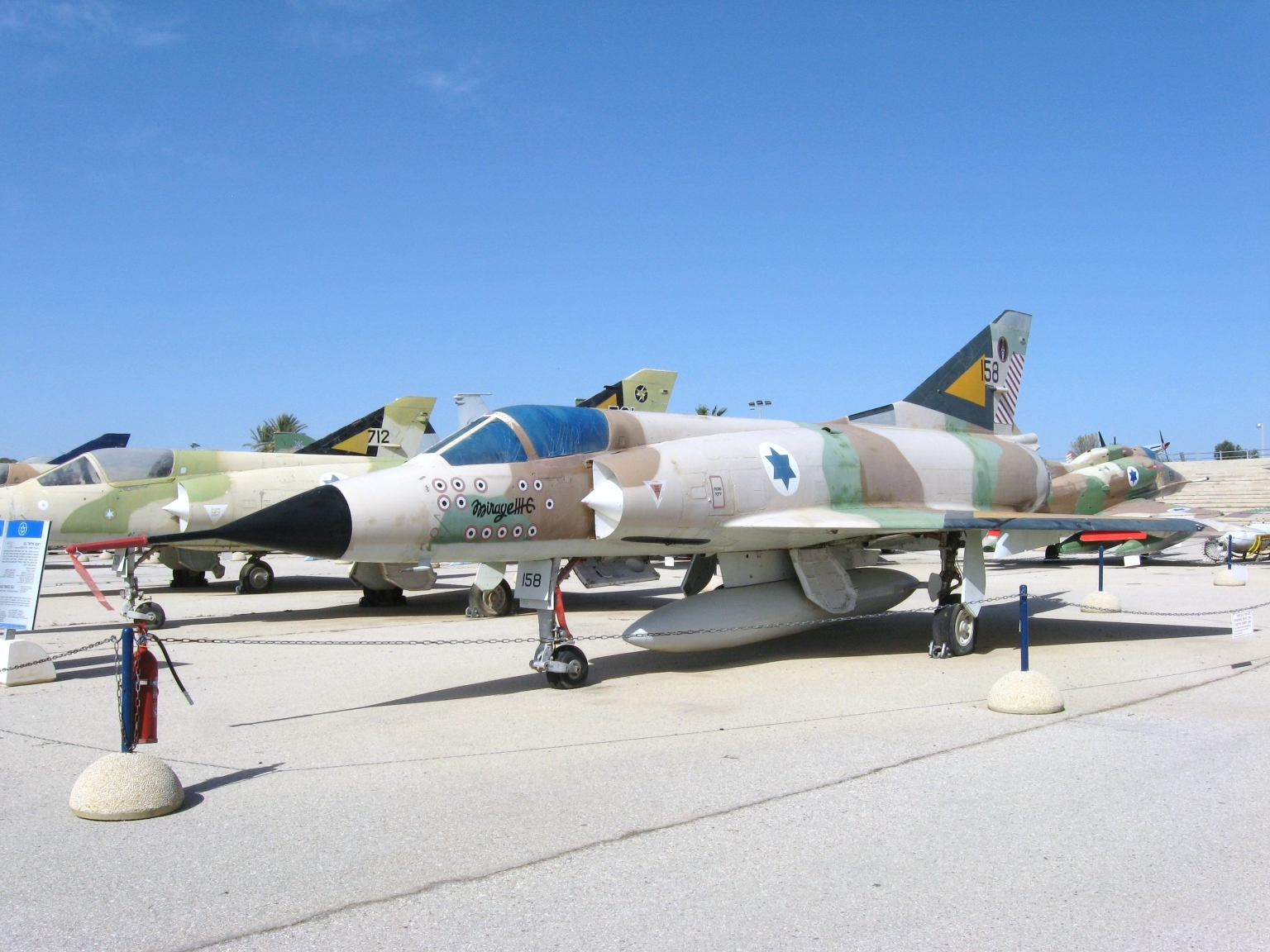
Izraelská Mirage IIICJ v barvách 101. tajeset a s vyznačenými 13 sestřely v muzeu na základně Chacerim

V 60. letech 20. století se mezi Izraelem a jeho sousedy rozpoutal konflikt, který dostal označení "Válka o vodu". Jak již název napovídá, příčinou byly vodní zdroje Izraele, které se snažily okolní arabské země odklonit, což by znamenalo zredukování přítoku vody do Izraele asi o 35 %. 19. srpna 1963 vypukl boj mezi izraelskými a syrskými jednotkami, zatímco dva izraelští vojáci přišli o život. Střety mezi izraelskou a syrskou armádou se neomezily pouze na boje pozemních jednotek, ale brzy se zapojilo i letectvo. Při prvním vzdušném souboji na sebe narazila dvojice iraelských Mirage IIICJ a osm syrských stíhaček MiG-17. Izraelcům se podařilo zasáhnout jeden z MiGů, ten se však dokázal bezpečně vrátit na základnu.
13. listopadu 1964 se dvojice Mirage IIICJ setkala s už vyspělejším protivníkem, syrskými MiGy-21. Piloti na obou stranách odpálili několik raket typu vzduch-vzduch, ani jedna však svůj cíl nazasáhla.
14. července 1966 zajišťovaly Mirage IIICJ vzdušné krytí ostatním izraelským bojovým letadlům, které útočily na pozice syrských pozemních jednotek. K bojové zóně se blížily čtyři syrské MiGy-21, kterým byla naproti poslána čtveřice Mirage IIICJ. Jeden z MiGů se podařilo pomocí kanónu zneškodnit, čímž si Mirage IIICJ připsal svůj vůbec první sestřel. Také šlo o první izraelský sestřel MiGu-21.
Další MiG byl sestřelen nad Galilejským jezerem 15. srpna 1966, poté, co se snažil zaútočit na izraelskou loď.
11. listopadu 1966 byli tři izraelští vojáci zabiti minou v blízkosti jordánské hranice. Během následných odvetných úderů byl sestřelen jeden jordánský Hawker Hunter.
Dva egyptské MiGy-19 padly za oběť jediné Mirage IIICJ poté, co 29. listopadu 1966 narušily izraelský vzdušný prostor. Jeden z MiGů byl sestřelen raketou Matra R.530, což představovalo první izraelské vítězství ve vzdušném souboji pomocí střely vzduch-vzduch.

### Šestidenní válka
7. dubna 1967 začalo syrské ostřelování izraelských traktorů v zemědělské oblasti, které přerostlo do ostřelování izraelských osad podél společné hranice a položilo základy pro budoucí šestidenní válku. V poledne téhož dne zaútočilo pět letek Izraelských vzdušných sil (včetně jedné letky Mirage IIICJ) na pozice syrských jednotek na Golanských výšinách. Útok byl přerušen ještě před dokončením poté, kdy byly v blízkosti detekovány syrské MiGy-21. Útočící letadla uvolnila prostor letce stíhaček Šakah, jak byly letouny Mirage III v Izraeli označeny. V následném vzdušném souboji byly dva z MiGů nad Damaškem sestřeleny. Když syrské ostřelování izraelských osad pokračovalo i v odpoledních hodinách, izraelské Mirage IIICJ vzlétly ve 14:45 opět a sestřelily další MiG-21. O 16:30 hlídkovalo šest Mirage IIICJ nad severním Izraelem, přičemž narazily na další čtyři MiGy-21. Izraelcům se podařilo tři z nich sestřelit, čímž se celkový počet sestřelů v daný den stíhačkami Mirage IIICJ zvýšil na 6 letadel.
Šestidenní válka začala ráno 5. června 1967 spuštěním letecké operace Moked. Asi 200 izraelských letadel, včetně 53 stíhaček Mirage IIICJ, uskutečnilo rázný preventivní útok na egyptské letecké základny. Izraelským vzdušným silám se podařilo zničit většinu egyptských letadel ještě na zemi. Stíhačky Mirage měly za úkol zaútočit na nejvzdálenější a nejlépe chráněny letecké základny, jako např. Abu-Sweir, Cairo West, Helwan. Následně operace "Moked" pokračovala útokem na jordánské, syrské a irácké letecké základny. Letadla Mirage byla opět v čele útoku, aby vybojovala vzdušnou nadvládu a zničila nepřátelské pozemní cíle. Do konce války sestřelila letadla Mirage 48 arabských stíhaček, přičemž několik těchto strojů Izraelci sami ztratili.

### Opotřebovací válka

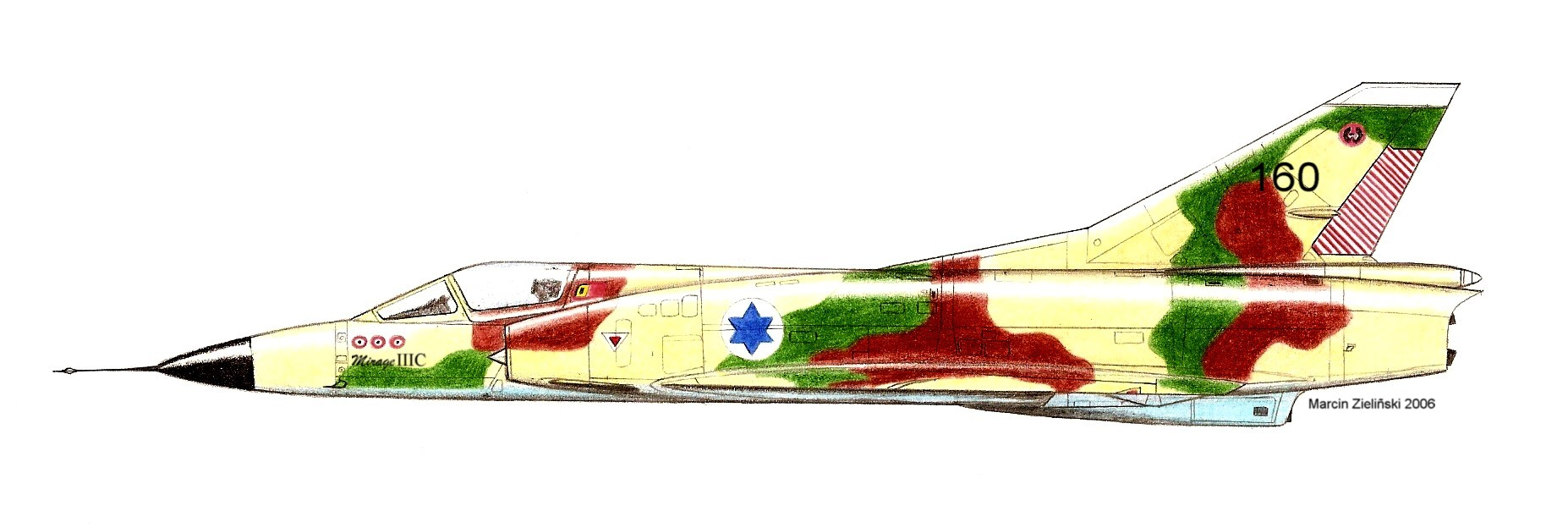
Kresba Mirage IIICJ zobrazující kamufláž přijatou v roce 1969.

Konec Šestidenní války neznamenal mezi Izraelem a jeho arabskými sousedy zastavení bojů. Krátce na to vypuklo mezi těmito zeměmi několik konfliktů, které dostaly označení opotřebovací válka a zuřily až do roku 1970. Do této války bylo opět zapojeno i izraelské letectvo, včetně stíhaček Mirage IIICJ. Několik letek Mirage IIICJ bylo přemístěno na bývalou egyptskou základnu Bir Gifgafa, která byla po dobytí tohoto území Izraelem přejmenována na Rephidim. První sestřel si Mirage III připsaly 8. července 1967 a týkal se egyptského MiGu-21, který se snažil narušit izraelskou operaci proti egyptskému dělostřelectvu. 15. července 1967 bylo zničeno dalších šest MiGů, přičemž v rámci těchto vzdušných soubojů byl zaznamenán první sestřel izraelskou raketou Šafrir. K dalšímu sestřelu raketou Šafrir došlo 29. května 1968 a obětí izraelského Mirage se tentokrát stal syrský MiG-21. Stíhačky Mirage byly občasně použity i při útocích na pozemní cíle, ale od 4. srpna 1968 byly nasazovány výhradně jen k ochraně vzdušného prostoru a záchytným misím. Taktické bombardování přešlo plně na ramena útočných letadel A-4 Skyhawk, které byly čerstvým přírůstkem v Izraelských vzdušných silách.
Přestože se tyto střety konaly pravidelně od konce Šestidenní války, za oficiální začátek opotřebovací války se považuje 3. březen 1969, kdy Egypt vyhlásil odstoupení od dohody o příměří z roku 1967. Letadla Mirage se zúčastnila většiny z 97 soubojů mezi izraelskými a arabskými stíhači, přičemž si připsala velké množství sestřelů. Prvenství v sestřelení nepřátelského letadla novou raketou Šafrir 2 připadlo opět stíhačce Mirage a uskutečnilo se 24. června 1969. 11. září bylo sestřeleno 11 egyptských MiGů a do konce války potkal podobný osud tucty dalších arabských letadel. Asi k nejznámějšímu vzdušnému souboji došlo 30. července 1970, kdy smíšená letka izraelských stíhaček Mirage a Phantom sestřelila pět MiGů-21, pilotovaných ruskými piloty. Tři z těchto sestřelů si připsaly stroje Mirage. Potyčky mezi Izraelem a Sýrií měly za následek také několik sestřelených syrských stíhaček, včetně čtyř MiGů-21, zničených 11. prosince 1969.

### Jomkipurská válka

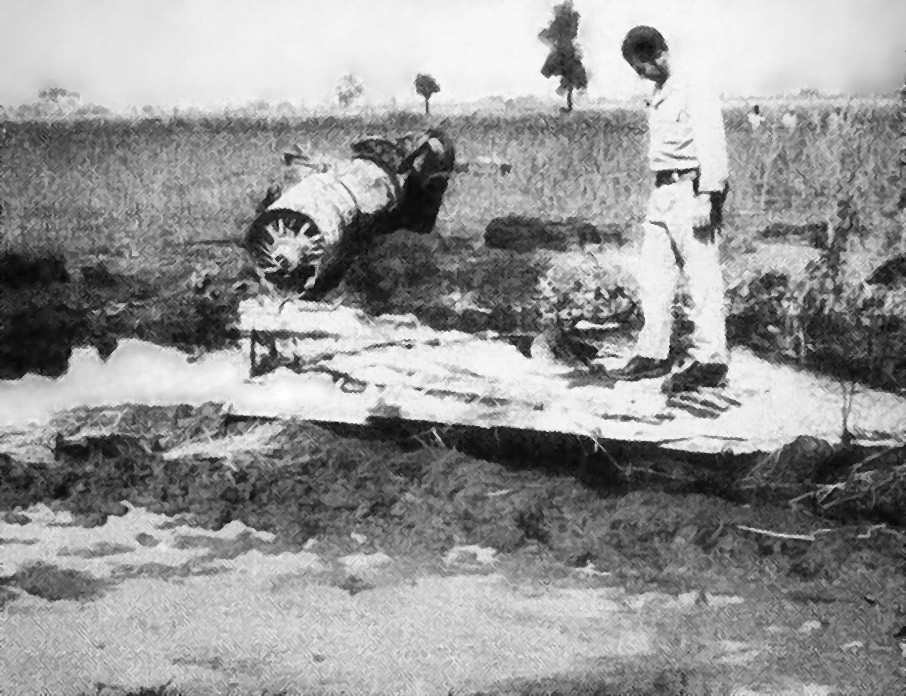
Trosky sestřelené izraelské Mirage během Jomkipurské války

Předehrou k Jomkipurské válce byla průzkumná mise, kterou 13. září 1973 uskutečnily čtyři izraelské Phantomy nad územím severozápadní Sýrie. Okamžitě proti nim vzlétlo 16 syrských MiGů-21 a začalo je pronásledovat. Letadla F-4 nalákala MiGy nad Středozemní moře, kde už hlídkovalo několik izraelských stíhaček, včetně osmi Mirage IIICJ. V průběhu počátečních bojů bylo sestřeleno 8 syrských MiGů, zatímco Izrael ztratil jen jednu Mirage. Letecké souboje pokračovaly během následných pokusů o záchranu pilota, přičemž byly sestřeleny další čtyři MiGy-21.
Od vypuknutí Jomkipurské války (6. října 1973) byla izraelská letadla Mirage a Nešer nasazována výhradně k vybojování vzdušné převahy. Stíhačky Mirage zaznamenaly během tohoto konfliktu množství sestřelů a sklidily tak opět velký úspěch.
V úvodních dnech války hlídaly Mirage IIICJ izraelský vzdušný prostor, aby zabránily možným útokům na svá města a důležitá zařízení. Během jednoho takového hlídkování se stíhačce Mirage podařil kuriózní sestřel, kterým zničila raketu s plochou dráhou letu KSR-2, vypuštěnou z egyptského Tu-16. Třetího dne války zaútočila na leteckou základnu Rafidim čtveřice egyptských Su-7. Letadlům Mirage se podařilo ze základny vzlétnout i přes probíhající útok a všechny čtyři egyptské Suchoje sestřelit. 24. října, v poslední den bojů mezi Izraelem a Egyptem, se uskutečnil velký souboj mezi osmi Miragemi a dvanácti MiGy. Při tomto střetu, který proběhl nad územím Egypta, bylo sestřeleno 7 MiGů, zatímco všechna letadla Mirage se vrátila bezpečně na základnu. V průběhu celé války ztratilo izraelské letectvo jen 12 stíhaček Mirage.

### Válka o Falklandy

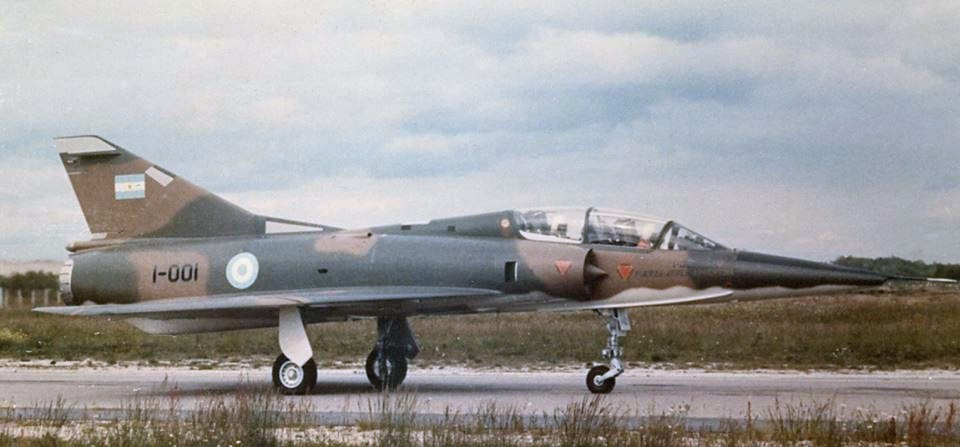
První argentinská Mirage, verze IIIDA.

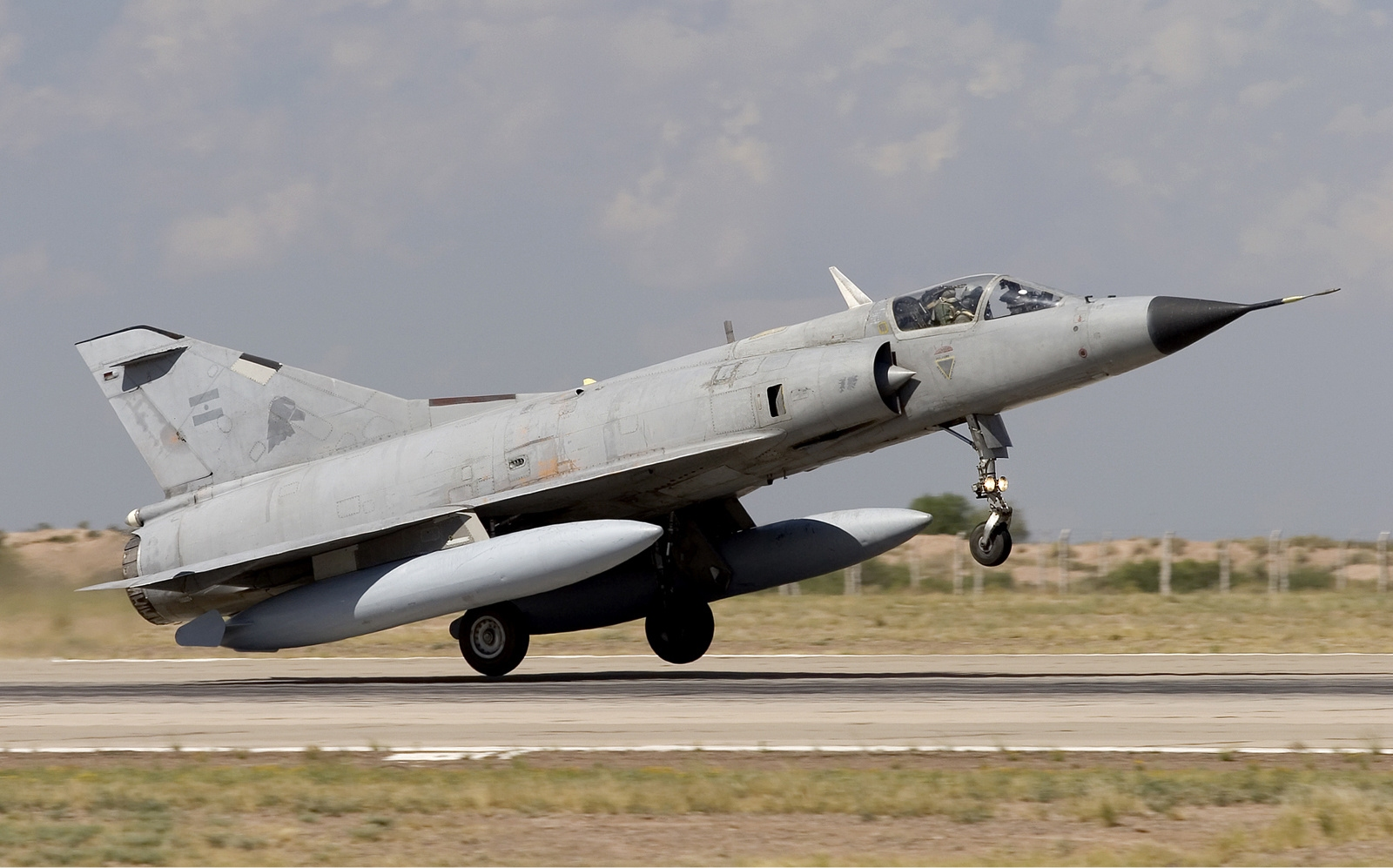
Mirage IIIEA argentinského letectva

Ve válce o Falklandy se letadla Mirage III zúčastnila jediného vzdušného souboje, ze kterého však nevyšla vítězně. 1. května 1982 vzlétly ze základny Rio Gallegos dvě argentinské stíhačky Mirage IIIE a zamířily směrem k Falklandským ostrovům. Jako první je zachytila obsluha radiolokátoru britského torpédoborce HMS Glamorgan, která na nepřítele navedla dvojici hlídkujících letadel Sea Harrier. Tyto moderní námořní stíhačky byly vybaveny palubním radiolokátorem Blue Fox, který jim umožnil zachytit Mirage na vzdálenost 27 km. Poručík Barton, pilot jednoho z britských Harrierů, se dostal za argentinské Mirage, pilotované kapitánem "Paco" Cuervou a poručíkem Carlosem Peronou. Když byl asi 1,6 km za Perónovou stíhačkou odpálil jednu ze svých dvou raket Sidewinder. Poručík Barton byl překvapen, protože očekával, že raketa se okamžitě navede přímo na cíl. Sidewinder se však propadl pod křídlo letadla a pilot raketu na okamžik vůbec neviděl. Jelikož šlo o jeho vůbec první použití střely Sidewinder, myslel, že selhala a chystal se vystřelit další. V tom však spatřil stoupající Sidewinder, který asi po čtyřech sekundách dostihl svůj cíl a proměnil Mirage na oranžovou ohnivou kouli. Argentinský pilot se však stihl z poškozeného stroje katapultovat a zachránit si život. Štěstí stálo při něm i nadále, neboť Perona neskončil ve studených vodách Atlantiku, ale podařilo se mu přistát na pevnině. Souběžně s tím pronásledoval poručík Thomas, pilot druhého Harrieru, letadlo kapitána Cuervy. Ten se snažil uniknout klesavou zatáčkou dolů v oblacích, a tak po něm Thomas vypálil tepelně naváděné střelu Sidewinder. Raketa minula a Mirage zmizela v oblacích. Kapitán Cuerva však neměl tolik štěstí jako jeho kolega. Pro nedostatek paliva žádal o povolení přistát na nejbližší základně, která však byla pod palbou britských lodí. Nakonec dostal povolení k nouzovému přistání, které se okamžitě chystal uskutečnit. V zoufalé snaze snížit hmotnost, odhodil Cuerva svou radarem naváděnou střelu. Nezkušení nebo nervózní střelci protiletadlových baterií předpokládali, že jsou obětí náletu a spustili na Mirage palbu. Letadlo se spolu s pilotem zřítilo do moře jižně od základny Port Stanley.

## Uživatelé

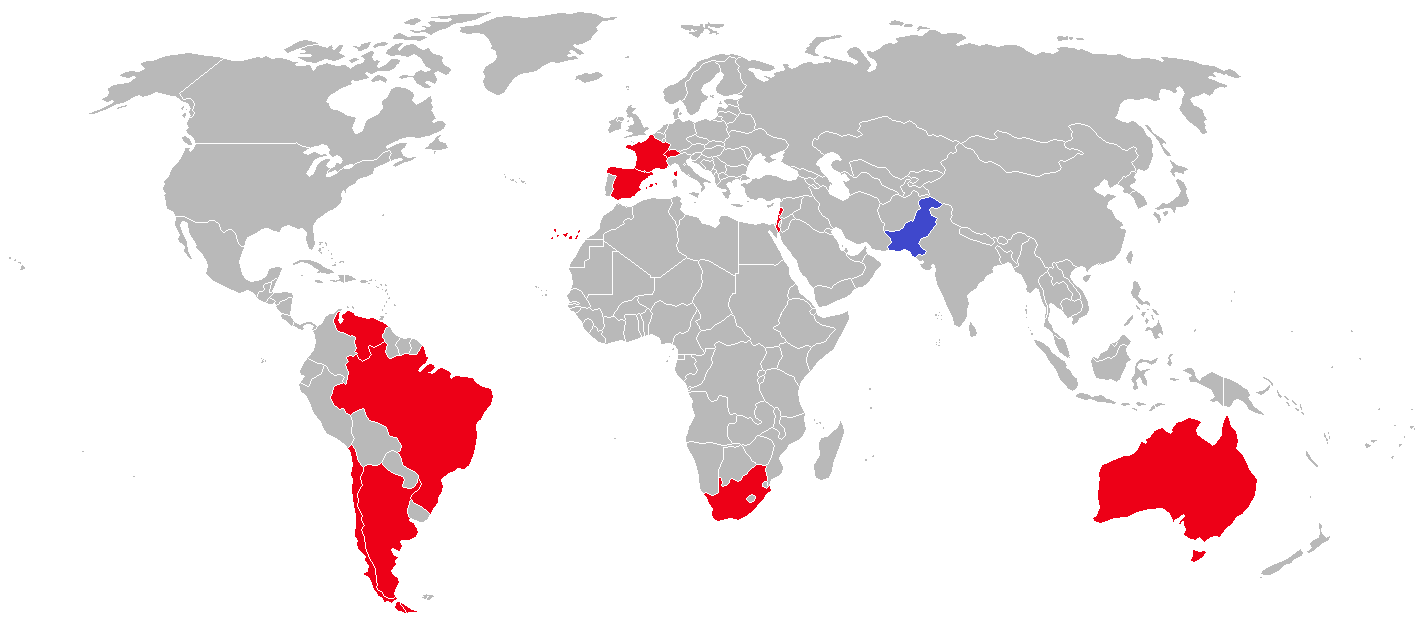
Přehled uživatelů (modře současní, červeně bývalí)

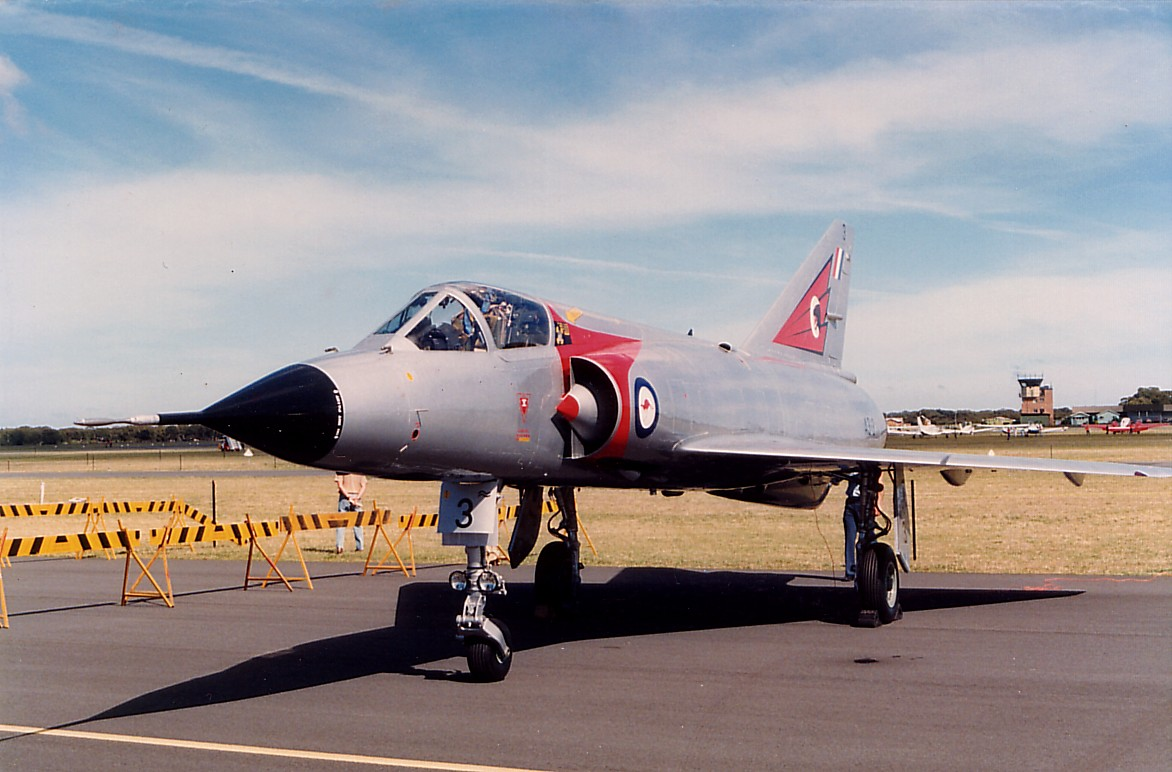
Dassault Mirage IIIO, RAAF, 76. peruť

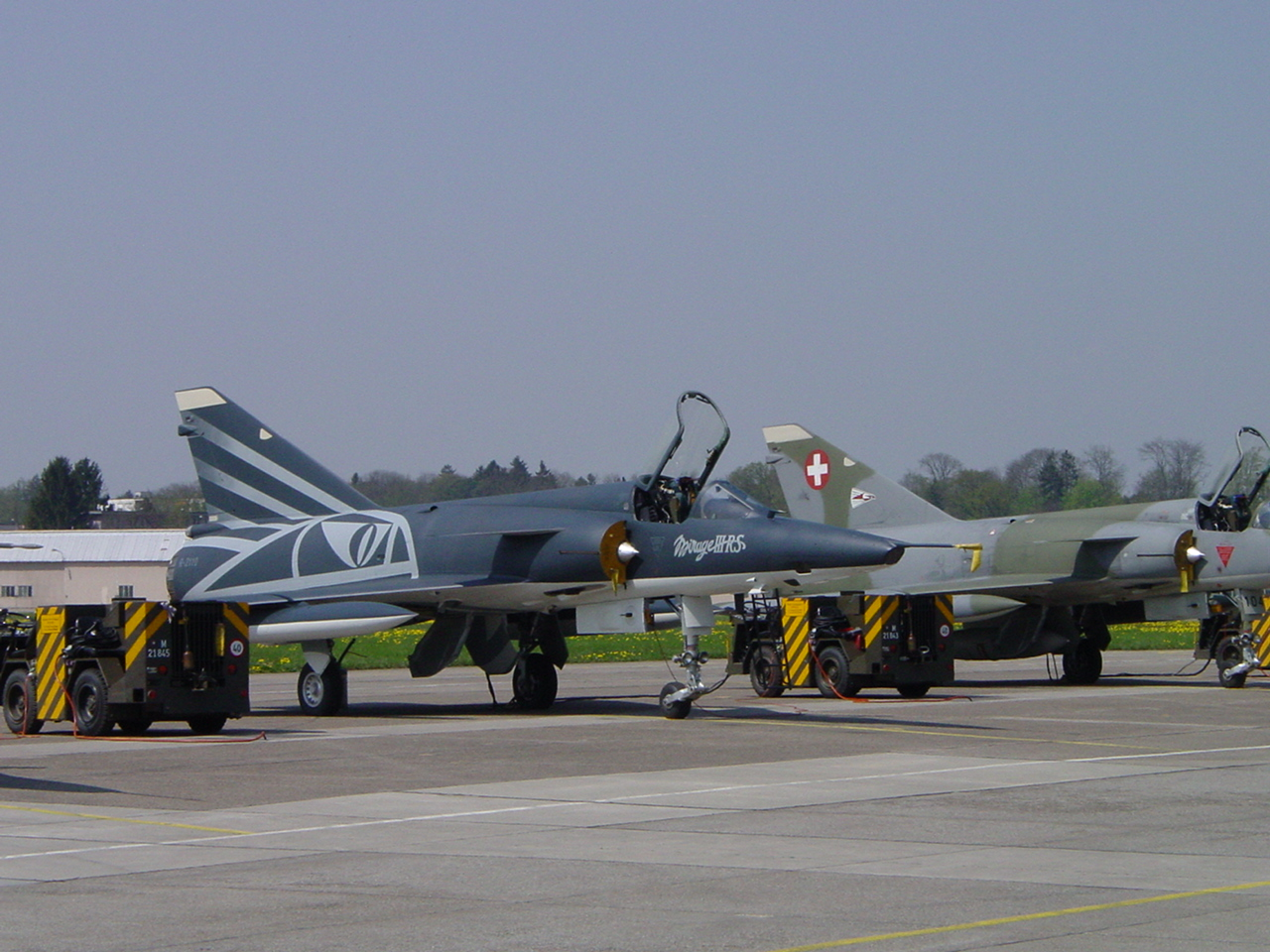
Dassault Mirage IIIRS švýcarského letectva

### Současní
- Pákistán
  - Pákistánské letectvo

### Bývalí
- Argentina
  - Argentinské letectvo
- Austrálie
  - Royal Australian Air Force
- Brazílie
  - Brazilské letectvo
- Chile
  - Chilské letectvo
- Izrael
  - Izraelské vojenské letectvo
- Jižní Afrika
  - South African Air Force
- Libanon
  - Libanonské letectvo
- Spojené arabské emiráty
  - Letectvo Spojených arabských emirátů
- Španělsko
  - Španělské letectvo
- Švýcarsko
  - Švýcarské vzdušné síly
- Venezuela
  - Venezuelské letectvo

## Specifikace (Mirage IIIE)

### Technické údaje
- Osádka: 1
- Délka: 15,03 m
- Rozpětí: 8,22 m
- Výška: 4,5 m
- Nosná plocha: 34,85 m²
- Hmotnost (prázdný): 7 050 kg
- Maximální vzletová hmotnost: 13 500 kg
- Pohonná jednotka: 1× proudový motor SNECMA Atar09C o tahu 41,97 kN a 60,8 kN s přidavným spalovaním

### Výkony
- Maximální rychlost: Mach 2,2 (2 350 km/h) ve výšce 12 000 m
- Dolet: 2 400 km
- Dostup: 17 000 m
- Stoupavost: 237 m/s

### Výzbroj
- Kanóny: 2 × 30mm kanón DEFA 552 se 125 střelami na zbraň
  - Rakety: 2 × raketový kontejner Matra JL-100, každý s 19 raketami SNEB ráže 68 mm a 250 l paliva
  - Bomby: 4 000 kg nákladu na pěti externích závěsech včetně množství pum, průzkumných kontejnerů nebo přídavných nádržích
  - Střely: 2× AIM-9 Sidewinder nebo Matra R550 Magic plus 1× Matra R530